# NGC 6187
NGC 6187 est une galaxie lenticulaire (ou spirale ?) située dans la constellation du Dragon. Sa vitesse par rapport au fond diffus cosmologique est de 5 473 ± 30 km/s, ce qui correspond à une distance de Hubble de 80,7 ± 5,7 Mpc (∼263 millions d'al). NGC 6187 a été découverte par l'astronome américain Charles Augustus Young en 1883.